# Zborów (gromada)
Zborów – dawna gromada, czyli najmniejsza jednostka podziału terytorialnego Polskiej Rzeczypospolitej Ludowej w latach 1954–1972.
Gromady, z gromadzkimi radami narodowymi (GRN) jako organami władzy najniższego stopnia na wsi, funkcjonowały od reformy reorganizującej administrację wiejską przeprowadzonej jesienią 1954 do momentu ich zniesienia z dniem 1 stycznia 1973, tym samym wypierając organizację gminną w latach 1954–1972.
Gromadę Zborów z siedzibą GRN w Zborowie utworzono – jako jedną z 8759 gromad na obszarze Polski – w powiecie buskim w woj. kieleckim, na mocy uchwały nr 13a/54 WRN w Kielcach z dnia 29 września 1954. W skład jednostki weszły obszary dotychczasowych gromad Zborów, Włosnowice, Żuków i Magierów ze zniesionej gminy Zborów w tymże powiecie. Dla gromady ustalono 15 członków gromadzkiej rady narodowej.
31 grudnia 1961 do gromady Zborów przyłączono wsie Kików i Zagaje Kikowskie, kolonie Kosinów, Kików Rędziny, Kików, Zagórze, Kików Nowiny, Pułanki, Topółki i Zakamieńcze Stawy oraz teren byłego folwarku Kików ze zniesionej gromady Kików.
Gromadę zniesiono 1 stycznia 1969, a jej obszar włączono do gromady Solec.